# Rinsumageest
Rinsumageest (officieel, Fries: Rinsumageast ([re:ⁿsüma’ɡɪ.əst]), De Geast ([də’ɡɪ.əst])) is een dorp in de gemeente Dantumadeel, in de Nederlandse provincie Friesland.
Het is ten zuidwesten van Dokkum en ten noordwesten van Damwoude. Het is het meest westelijke dorp van de Dokkumer Wouden en wordt ook wel lokaal De Geast genoemd.
In 2023 telde Rinsumageest 1.100 inwoners. Het dorp ligt op de grens tussen de Friese Wouden, het Buitenveld en de kleistreek. In het dorp ontspringt de Murk. Sinds 2009 is de Friese naam van het dorp de officiële. Waar voorheen op de plaats- en straatnaamborden zowel de Friese als de Nederlandse namen werden vermeld, wordt sindsdien alleen nog de officiële Friese naam vermeld.

## Geschiedenis
De naam Rinsumageest is waarschijnlijk terug te voeren op Ringesheim. In de 8e eeuw wordt het op een terp gelegen dorp Ringesheim genoemd. In de 9e eeuw doen de Reginingen schenkingen aan Abdij van Fulda waaronder goederen te Rinsumageest. Ringesheim=het erf van Ringe, of Regin-, dat zijn oude namen voor het modernere Rienk. Waarschijnlijk is dit Rinsumageest of een dorpje iets ten noorden ervan. In 1165 werd op deze terp Ringesheim het Cisterciënzer klooster Klaarkamp opgenomen door de abdij van Cîteaux. In 1580 werd dit opgeheven. De bezittingen vervielen aan de Staten van Friesland. De terp waarop Klaarkamp was gebouwd werd tussen 1858 en 1941 afgegraven, de grond werd verkocht.

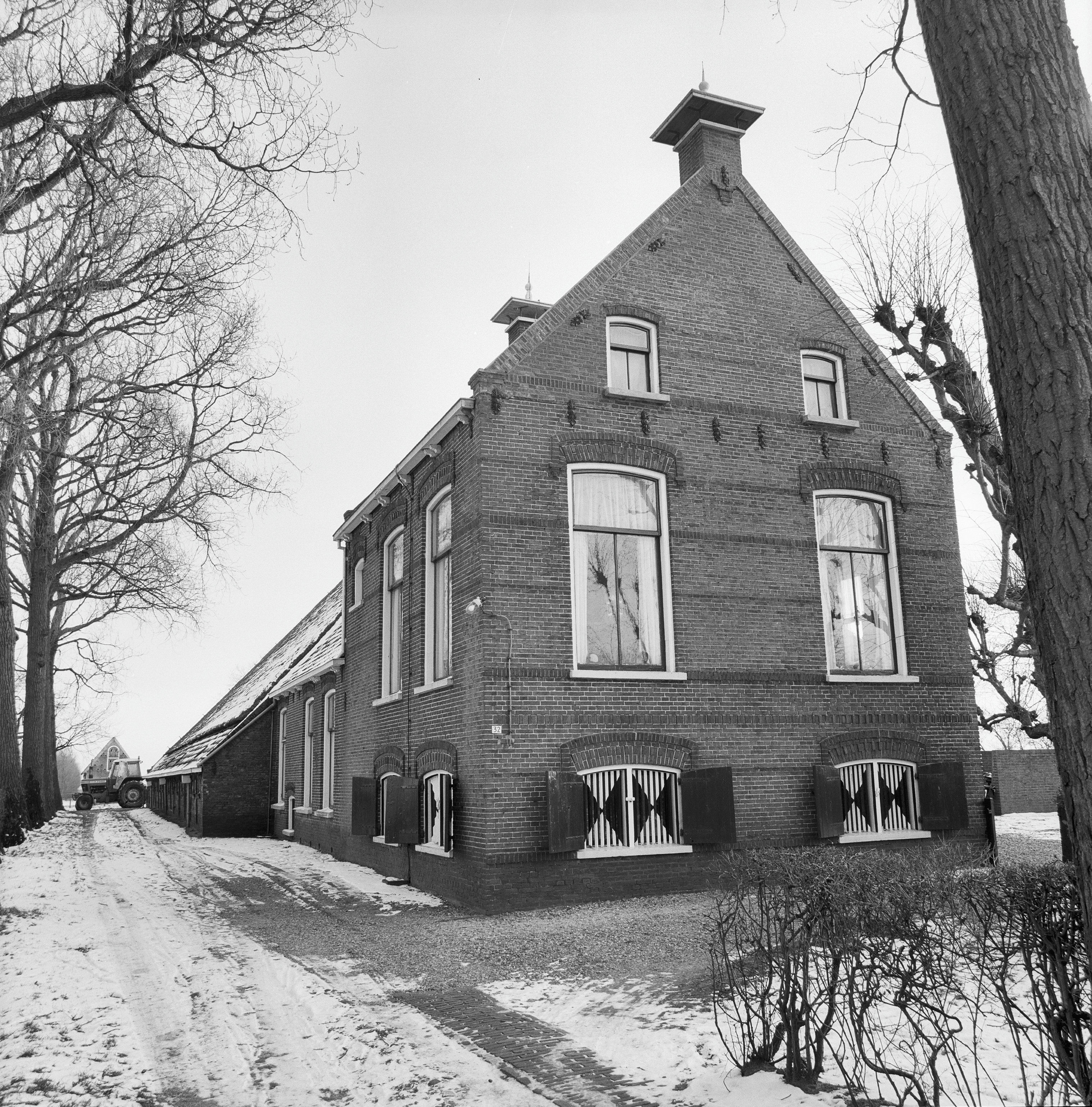
Monumentale kop hals romp boerderij

Rond Rinsumageest stonden ook verschillende stinsen, die in de loop der tijd allemaal zijn verdwenen. De Juwsma State werd door Leeuwarders en de buurman van de Tjaarda State verwoest. De Melkema State werd in 1727 gesloopt, waar de familie Aylva had gewoond. De Eysinga State brandde in 1804 af en de Tjaarda State werd in 1834 gesloopt.
Tijdens de derde Fries-Hollandse oorlog veroverden in 1515 de Geldersen het dorp en een jaar later brandden de Bourgondiërs het hele dorp plat, maar de stinsen, de Alexanderkerk en het klooster bleven overeind staan.
Tot 1881, toen het gemeentehuis in Murmerwoude werd gevestigd, was Rinsumageest de hoofdplaats van de gemeente Dantumadeel. In het centrum van het dorp staat nog het oude raadhuis (het rechthuis).

## Bijnaam
De bijnaam voor inwoners uit Rinsumageest is 'Hûnewippers'. Deze term komt voort uit het hondengooien of hondenwippen wat men vroeger altijd organiseerde tijdens de kermis in het dorp. Het betrof een zogenaamd kwelspel. De bedoeling was zo veel mogelijk honden te vangen. Enkele mannen stonden klaar met een koord dat men slap liet hangen. In het midden werd de hond daarop gezet, waarna vervolgens het koord met kracht werd aangetrokken. Op deze manier werd de hond over de vaart in het midden van het dorp heen gelanceerd. Soms viel de hond daarbij te pletter op de keien of (het hondengooien werd vaak uitgevoerd op de brug) in het water. Sinds ongeveer 1880 wordt dit vanwege de wreedheid niet meer met levende honden uitgevoerd. Vergelijkbare volksvermaken elders in Nederland waren bijvoorbeeld ganstrekken, gansslaan of katknuppelen.
De plaatselijke schoolkrant ('de Hûnewipper') is naar de bijnaam vernoemd. Evenals een festival (Hûnewipperrock) dat sinds 2011 jaarlijks op de eerste zaterdag van september in het dorp wordt georganiseerd.

## Bekende (voormalige) bouwwerken

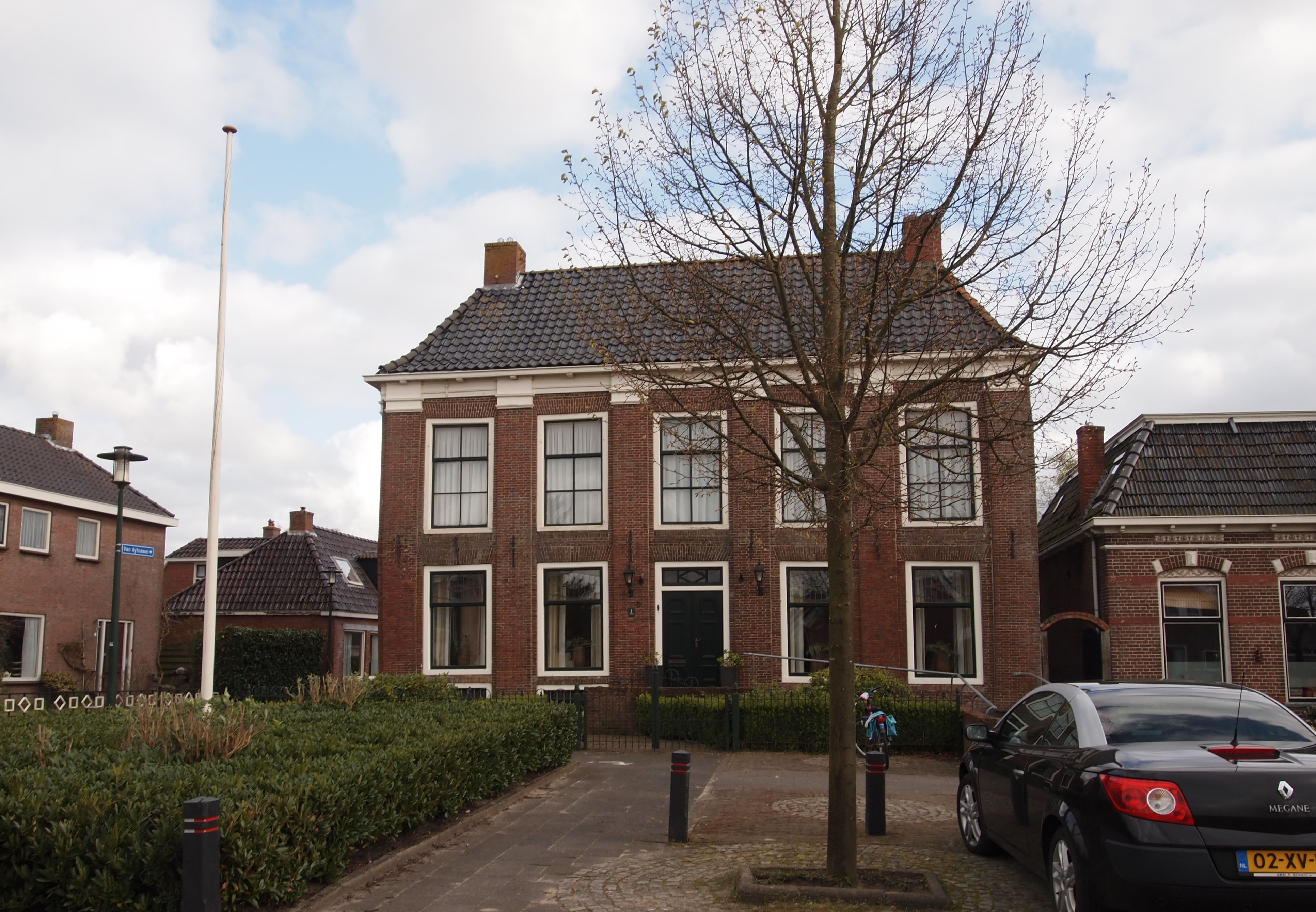
Rechthuis

- Alexanderkerk. Het oudste deel van de romaanse Alexanderkerk van Rinsumageest dateert uit de elfde eeuw. Later is de kerk vergroot door de aanbouw van een laatgotische zijbeuk aan de zuidkant van de kerk. Onder het koor bevindt zich een voor Noord-Nederland zeldzame crypte. De toren heeft als bekroning een zogenaamd zadeldak. In de volksmond noemt men deze kerk de hervormde kerk. Voor de fusie van de kerkgemeenschappen in Rinsumageest, zetelde de hervormde gemeente in deze kerk.
- het Rechthuis
- De Toekomst, voormalige zuivelfabriek
- Café it Roosje
- Gedenksteen Tweede Wereldoorlog
- Gedenksteen Klooster Klaarkamp
- MFC 'de Beijer'
- De Piip. Voormalige brug in het centrum van het dorp. Hier kwamen dorpelingen in het verleden veel samen om nieuwtjes uit te wisselen. Het centrum van het dorp wordt in de volksmond nog steeds 'De Piip' genoemd. De plaatselijke dorpskrant (Op`e Piip) is naar deze voormalige brug vernoemd.

## Verkeer en vervoer

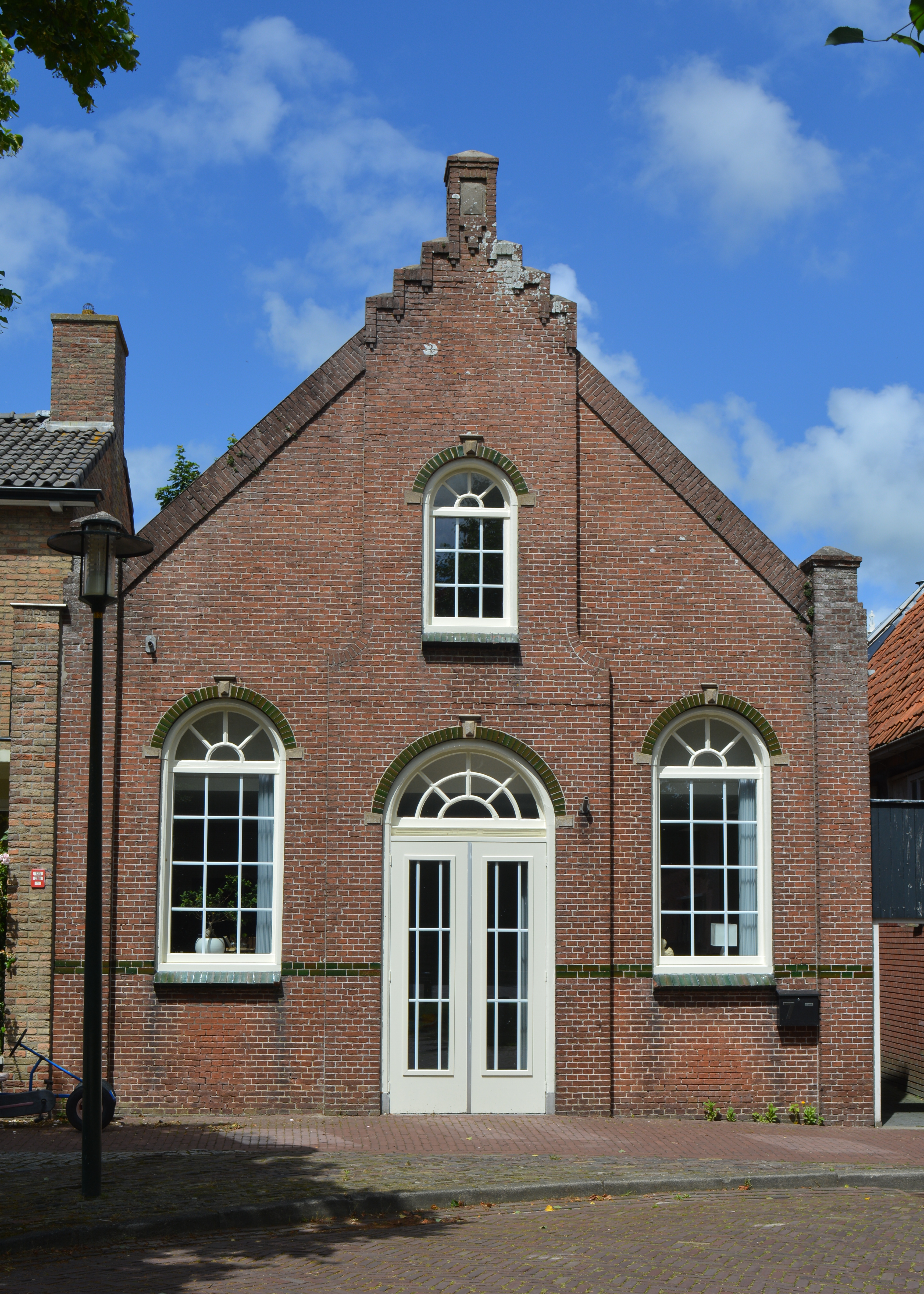
Voormalige gereformeerd lokaal

### Wegen
Rinsumageest is ten noordwesten aangesloten op de N361.

### Openbaar vervoer
Rinsumageest ligt op de route van buslijn 51 tussen Leeuwarden en Lauwersoog en buslijn 151 tussen Dokkum en Leeuwarden. De ritten worden gereden door Qbuzz.

## Religie

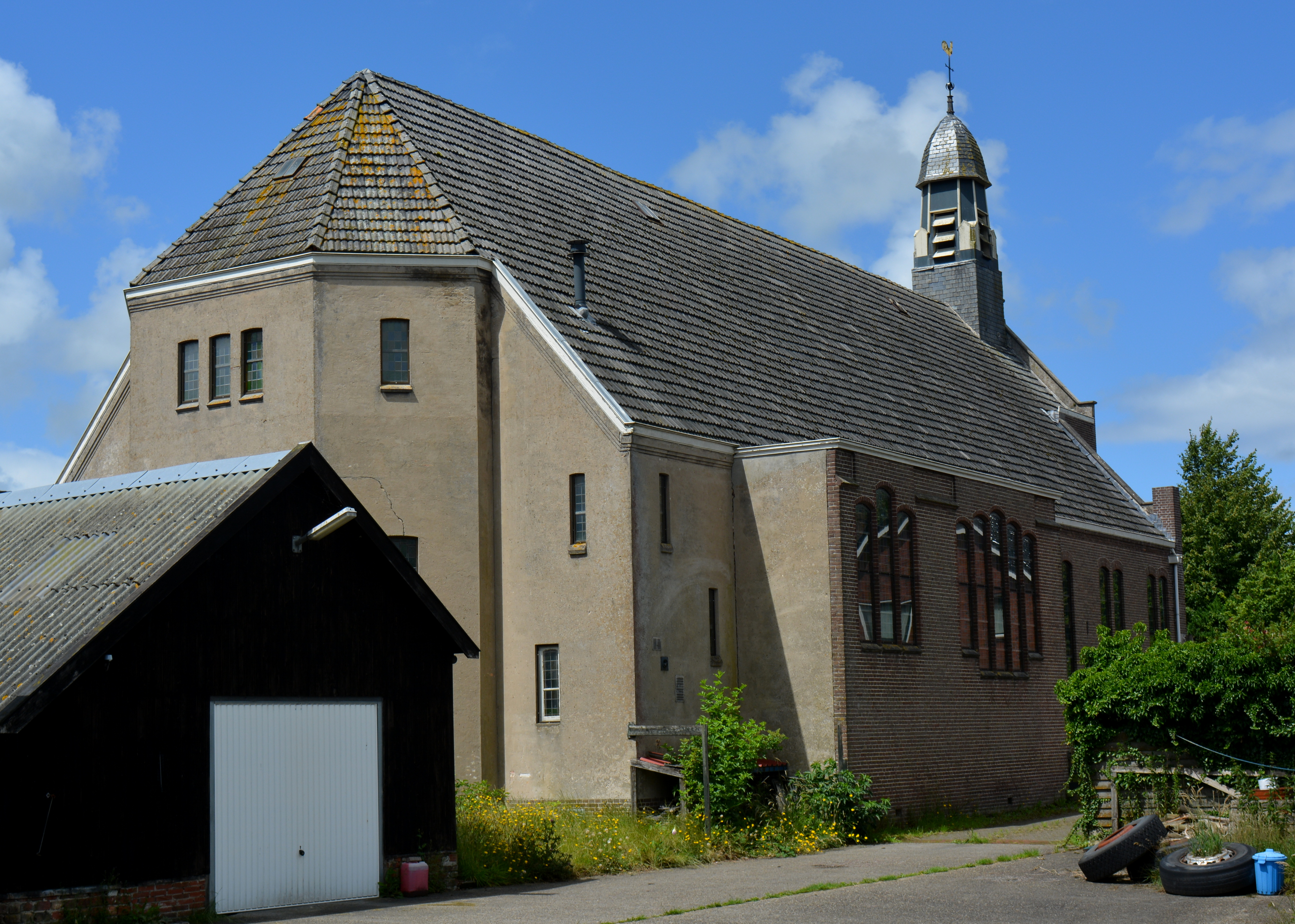
Voormalige gereformeerde kerk

Rinsumageest heeft twee kerken, de (tweede) Gereformeerde kerk, die geen kerkelijke functie meer vervult, en de historische Alexanderkerk (Hervormde). De eerste gereformeerde kerk bevond zich aan de Tjaardaweg. Deze is gesloopt na de bouw van de nieuwe gereformeerde kerk. De twee kerkgemeenschappen in Rinsumageest zijn gefuseerd.

## Onderwijs
- Christelijke basisschool 'De Tarissing'.
- Peuterspeelzaal 'De Oesterkes'.

## Recreatie

### Recreatiegebieden
- Dagrecreatie-gebied het Eeltjemeer
- Het Rinsumageester Bos (It Geastmer Bosk)
- Volkstuinencomplex Rinsumageest.

### Dorpsfeest
Eens in de twee jaar is er een gezamenlijk dorpsfeest met Sijbrandahuis. Dit wordt georganiseerd door de Christelijke Oranjevereniging die ook verantwoordelijk is voor het jaarlijkse buurtvolleybaltoernooi met Koningsdag op sportpark 'De Vonder'. In de tussenliggende jaren wordt door de plaatselijke voetbalclub het VCR-feest georganiseerd.

## Sport en vrije tijd
Het verenigingsleven in Rinsumageest is nauw verbonden met Sijbrandahuis.
Rinsumageest heeft vele verenigingen in het dorp:
- VCR (Voetbalclub Rinsumageest)
- Damclub DC Rinsumageest (DCR)
- Hengelsportvereniging HSV Kûtsjitters
- Kaatsvereniging Dreech Genôch
- Korfbalvereniging Nij Quick Libben
- Tennisvereniging Claercamp Rinsumageest
- IJsbaanvereniging Rinsumageest/Sijbrandahuis
- Brassband SDG

Sportcomplexen:
- Sportpark de Vonder
- IJsbaan Rinsumageest
- MFC de Beijer

In het uiterste noorden van Rinsumageest stroomt de Dokkumer Ee. De route van de Elfstedentocht gaat hier dus langs. Ook de Fietselfstedentocht en de Elfstedenwandeltocht gaan via Rinsumageest. Tussen 1980 en 2000 ging de Lauwersloop door Rinsumageest. Op 30 mei 2014 zal deze hardloopestafette voor studenten weer opnieuw plaatsvinden. Sinds 2007 gaat de Kennedymars van Driesum/Wouterswoude door Rinsumageest.

## Windmolens

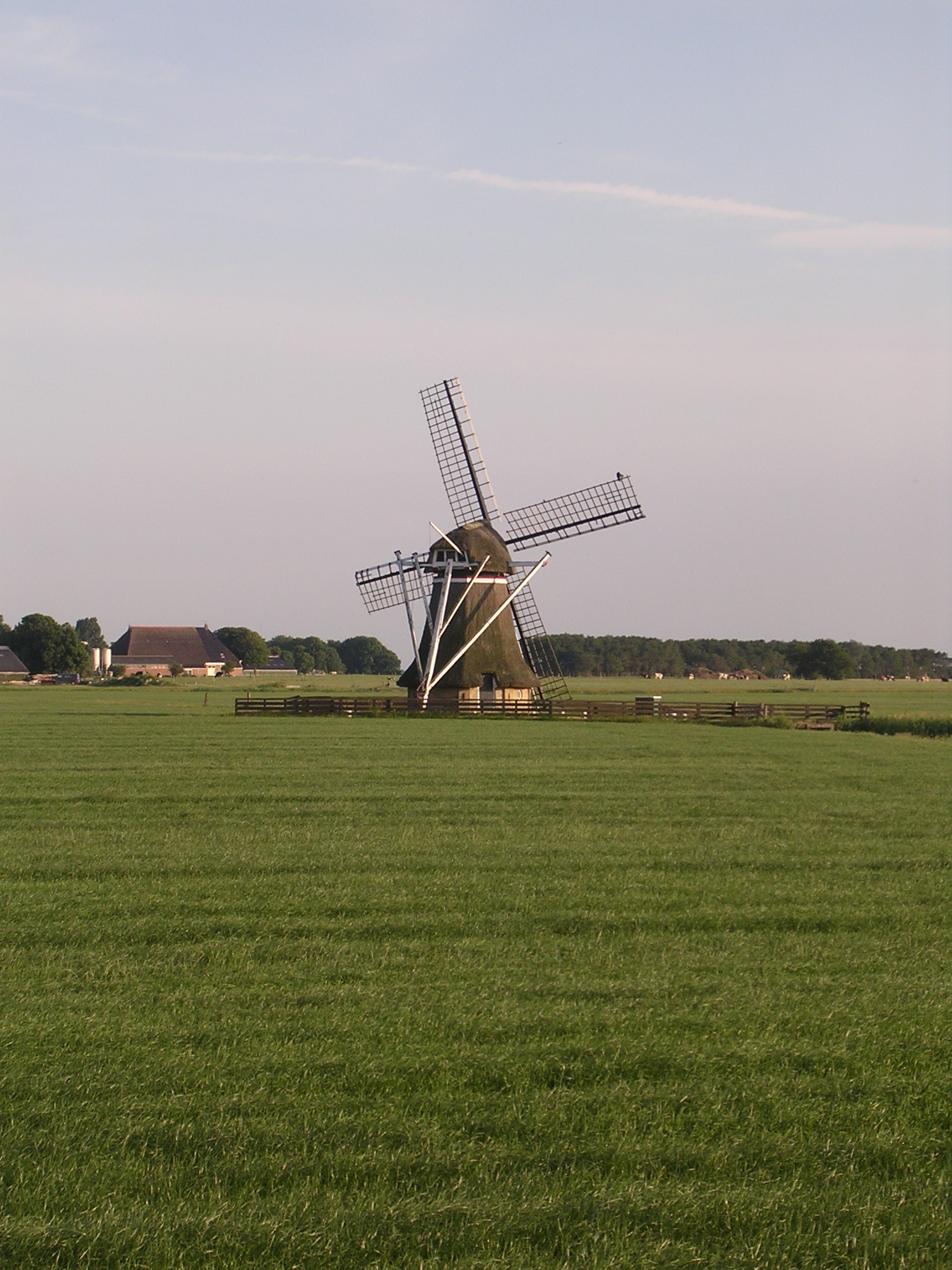
Klaarkampstermolen

Nabij Rinsumageest staat de Klaarkampstermolen, een poldermolen die oorspronkelijk uit 1862 dateert. Aan de noordrand van het dorp staat een uit de jaren twintig stammende Amerikaanse windmotor.

## Bekende Geastmers
- Worp van Thabor (14??-1538), schrijver
- Syds Tjaerda (1493-1546), edelman en grietman[8]
- Michael Onuphrius thoe Schwartzenberg en Hohenlansberg (1695-1758), grietman[8]
- Georg Wolfgang thoe Schwartzenberg en Hohenlansberg,  (1691-1738), grietman
- Wilco thoe Schwartzenberg en Hohenlansberg (1738-1788), grietman[8]
- Johannes Haitsma Mulier (1811-1859), bestuurder
- Tjeerd Pasma, (1904-1944), atleet
- Ype Poortinga (1910-1985), schrijver
- Meindert Koolstra (1917-1944), geheim agent
- Tjitze de Jong (1942-2014), predikant
- Lolke van der Bij (1949), beeldhouwer
- Klaas van der Woude (1954), componist en dirigent
- Tsead Bruinja (1974), dichter
- Theo Pijper (1980), grasbaanracer
- Tiny Hoekstra (1996), voetbalster